# Heinrich Schmidt (Schauspieler, 1779)
Johann Heinrich Christian Schmidt (* 27. September 1779 in Weimar; † 14. April 1857 in Wien) war ein deutscher Schauspieler, Theaterdirektor, Regisseur und Schriftsteller.

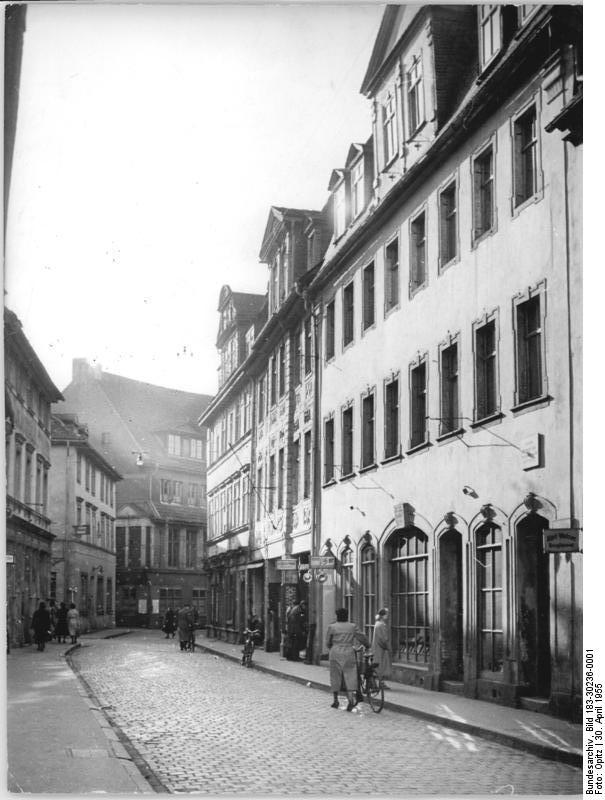
Schiller-Wohnung (Windische Gasse), heute hier Neubau Schillermuseum

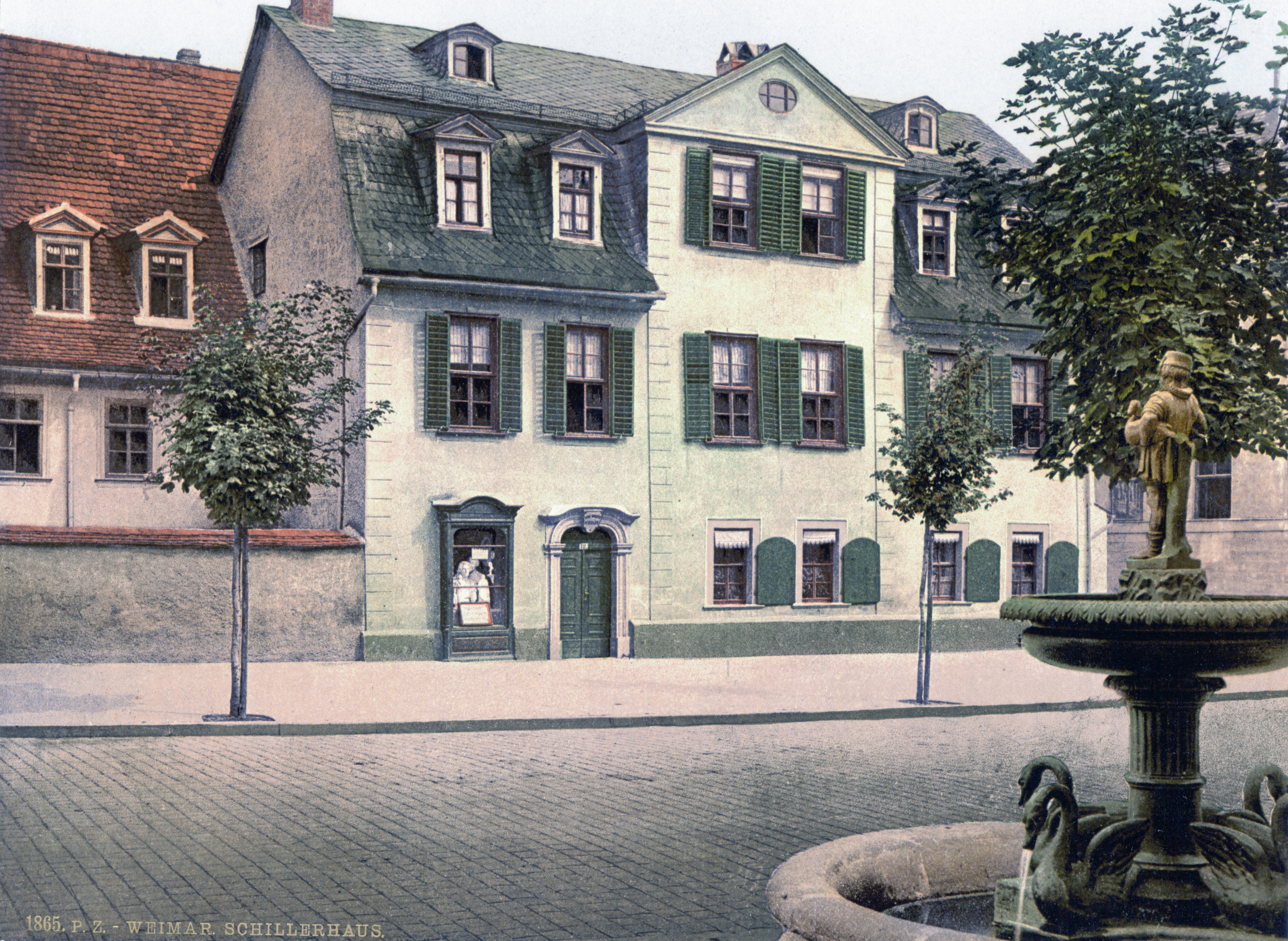
Schillerhaus (Esplanade) um 1900

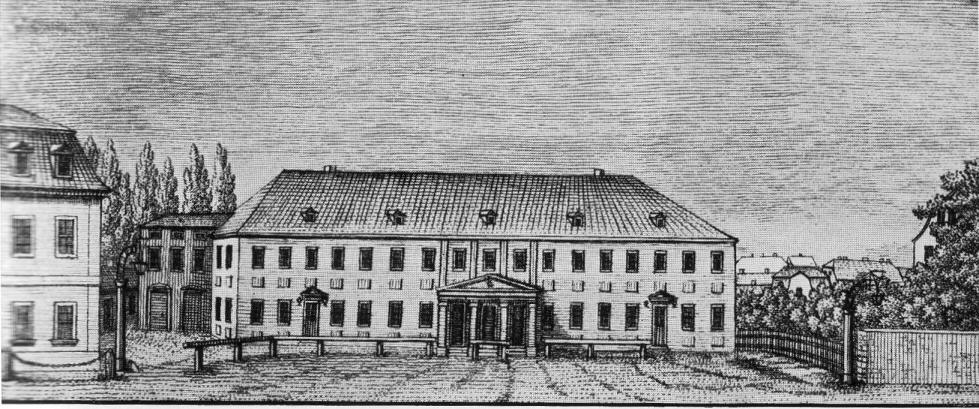
Hoftheater Weimar, Stich um 1800

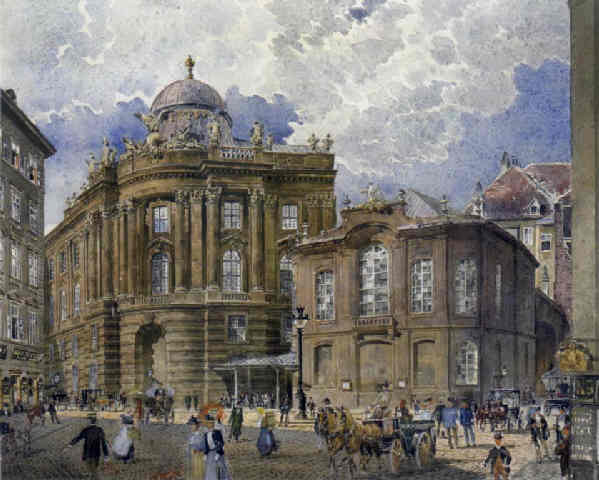
Altes k.k. Theater nächst der Burg (rechts) und der Winterreitschule der Hofburg (links)

## Leben
Heinrich Schmidts Vater war der Weimarer „Kauf- und Handelsmann“ Johann Christian Schmidt. Seine Mutter, Johanna Friederika Christina Martini, entstammte der Allstedter Musikerfamilie Martini. Schmidt wuchs mit sieben Brüdern und vier Schwestern in Weimar auf. Er erzählt in seinen Erinnerungen, seinen Eltern habe das Vorderhaus an der „Windischen Gasse“ mit Hinterhaus an der „Esplanade“ (heute Schiller-Gedenkstätte, Schillerstraße 12) gehört. Letzteres habe sein Vater an Friedrich Schiller verkauft. Dieser hatte zuvor ab 1799 im Vorderhaus Windische Gasse gewohnt. In Jugendfreundschaft mit den Kindern Herders und Wielands besuchte Heinrich Schmidt das Gymnasium bis 1796. Er war ein Lieblingsschüler des Goethe-Beraters Böttiger, und während seiner Schulzeit wurde er für Kinderrollen am Liebhabertheater der Herzogin Anna Amalia vorbereitet. 1797–1800 studierte Schmidt Jura in Jena, wo er auch philosophische Vorlesungen hörte. Nach Weimar zurückgekehrt, erhielt er dramatischen Schauspielunterricht bei Goethe, und er kam zu Lesungen in Schillers Haus. Mit Empfehlungen Goethes kam Schmidt 1801 an das Wiener Burgtheater, allerdings ohne nachweisbarem Erfolg als Schauspieler.
1804 erhielt Schmidt jedoch von Fürst Esterházy als Direktor und Regisseur die Leitung von dessen fürstlichem Hoftheater in Eisenstadt (Burgenland, Ungarn), wo er bis 1813 gleichzeitig auch für die fürstliche Kunst- und Musiksammlung zuständig war. Am Theater in Eisenstadt wurde die Oper dem rezitativen Drama vorgezogen, und hier wirkte auch Joseph Haydn, welchen Schmidt mit dem damals bekannten Schauspieler Iffland bekanntmachte. Durch den Einfluss des Fürsten Esterhazy machte sich Schmidt auch in Wien einen Namen, von wo aus er 1813–1815 neben seiner Tätigkeit als Schriftsteller Reisen nach Weimar und Berlin unternahm, um „erste“ Darsteller für Wiener Bühnen anzuwerben.
1815–1825 sowie 1831–1837 leitete Schmidt mit gutem Erfolg das Brünner Stadttheater, wo er neben Schauspielen auch Opern und Singspiele zur Aufführung brachte.
Danach zog sich Schmidt nach Wien ins Privatleben zurück. Hier widmete er sich der Niederschrift seiner Lebenserinnerungen, zu denen Begegnungen mit wichtigen Persönlichkeiten seiner Zeit gehörten und die er 1856 herausgab.

## Familie
Heinrich Schmidts erste Frau, Therese Dollinger (1786–1806), Tochter eines Oberpostverwalters, war die erste Sängerin des Esterhazy-Theaters in Eisenstadt und Schülerin Haydns. Sie starb bereits im ersten Wochenbett. Seine zweite Frau, Elise Schneider, trat 1807–1813 in Eisenstadt und ab 1814 in Brünn als dramatische Sängerin auf. Sie starb sieben Jahre vor ihrem Ehemann.
Schmidts ältester Bruder Johann Christoph Friedrich Schmidt (1774–1827) war der Vater des Komponisten und Kapellmeisters Gustav Schmidt.
Seine älteste Schwester Maria Henrietta Carolina (1775–1837), Witwe von Herders ältestem Sohn, dem Hofmedicus Wilhelm Christian Gottfried Herder (1774–1806), heiratete 1811 den Juristen Christian Gottlob Voigt (1774–1813), Sohn des Christian Gottlob von Voigt. Dieser geriet im Frühjahr 1813 in französische Gefangenschaft, aus der er zwar befreit werden konnte, an deren Folgen er jedoch kurz darauf auf Grund einer fiebrigen Erkrankung verstarb.
Seine jüngere Schwester Louise Friedericke Christiana (1783–1859) heiratete 1806 den späteren Bürgermeister Carl Lebrecht Schwabe, der durch sie mit Schiller bekannt wurde und bei dessen Tod 1805 die Umstände seiner Beisetzung veranlasste.

## Werke (Auswahl)
- 1800 Gedichte
- Opernlibretti: 1810 Cendrillon (nach Charles-Guillaume Etienne (1778–1845), Musik: Nicolas Isouard). 1813/14 Das Oesterr. Feldlager. Ein militärisches Gemählde mit Gesang. Nach Wallensteins Lager (Musik: C. M. v. Weber, F. J. Clement, I. v. Seyfried)
- Erinnerungen eines weimarischen Veteranen aus dem geselligen, literarischen und Theater-Leben. Verlag F. A. Brockhaus, Leipzig 1856. Digitalisat.